# Розплата (фільм, 2010)
«Розплата», або «Борг» (англ. The Debt), — драматичний фільм режисера Джона Меддена 2010 року; американо-британський шпигунський трилер був представлений на Міжнародному кінофестивалі в Торонто, Канада, 14 вересня 2010 року. Сюжет заснований на ізраїльському фільмі Ассафа Берштайна «Борг» (івр. «ха-хов») 2007 року та розповідає про трійку агентів «Моссада», які повинні виправити свою помилку 30-річної давнини і знищити нацистського злочинця.
У фільмі Берштайна головну жіночу роль виконує знаменита ізраїльська акторка Гіла Альмагор, у фільмі Джона Меддена — Гелен Міррен і Джессіка Честейн (головна героїня в молодості).

## Сюжет
Під час виконання таємного завдання у Східному Берлині 1965 року троє молодих агентів «Моссада», два чоловіки і дівчина, викрадають колишнього нацистського лікаря, який ставив нелюдськи досліди над дітьми в концтаборі поблизу Освенцима, але зумів сховатися від правосуддя.
Проте складні стосунки між агентами та втручання несподіваних обставин зривають операцію з переправлення злочинця до Ізраїлю. Але троє агентів усе-таки повертаються на батьківщину героями — нацистського нелюда знищено, нехай і не за планом та без гучного трибуналу.
Невдовзі після того, як дочка колишньої агентки випускає книгу про події 32-річної давнини, заснованої на спогадах матері й її товаришів, у далекій Україні, в лікарні під Вінницею, з'являється чоловік, який стверджує, що він — урятувавшийся доктор Фоґель, «Хірург із Біркенау», який проводив нелюдські експерименти в таборі смерті (див. також Йозеф Менгеле).
Ветерани спецслужби повинні розібратися із ситуацією і у 1997 році виправити свою колишню помилку.

## У головних ролях
- Гелен Міррен — Рейчел Сінгер у 1997 році, колишній агент-оперативник «Моссаду»
  - Джессіка Честейн — молода Рейчел у 1965—1970 роках
- Кіаран Гайндс — Девід Перец, колишній агент «Моссада» в 1997 р.
  - Сем Вортінгтон — молодий Девід у 1965—1970 роках
- Том Вілкінсон — Стефан Ґолд у 1997 році, колишній співробітник «Моссаду»
  - Мартон Чокаш — Стефан Ґолд у 1965—1970 роках
- Йєспер Крістенсен (дан. Jesper Christensen) — доктор Дітер Фоґель
- Ромі Абулафія[11] (фр. Romi Aboulafia) — Сара, дочка Рейчел, журналістка, письменниця